# Пођо Руско
Пођо Руско (итал. Poggio Rusco) је насеље у Италији у округу Мантова, региону Ломбардија.
Према процени из 2011. у насељу је живело 5769 становника. Насеље се налази на надморској висини од 10 м.

## Становништво
Према резултатима пописа становништва 2011. у општини је живело 6.521 становника.
| 1931. | 1936. | 1951. | 1961. | 1971. | 1981. | 1991. | 2001. | 2011. |
| ----- | ----- | ----- | ----- | ----- | ----- | ----- | ----- | ----- |
| 7.482 | 7.771 | 7.637 | 6.660 | 6.309 | 6.285 | 6.093 | 6.297 | 6.521 |

## Партнерски градови
- Конде сир Ноаро